# Фортис, Альберто (писатель)
 Альберто Фортис (итал. Alberto Fortis, 10 ноября 1741, Падуя — 21 октября 1803, Болонья) — итальянский писатель, путешественник, учёный-натуралист, этнограф и картограф.

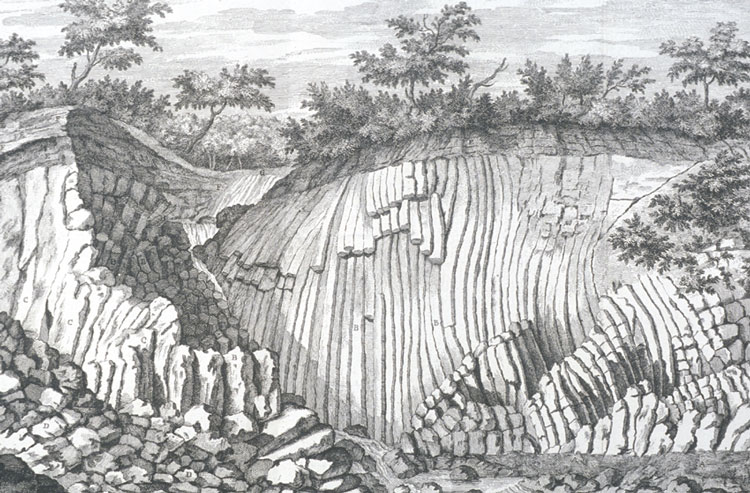
Базальтовая формация в районе Вероны. Из книги «Memoria orittografica». Венеция. 1778

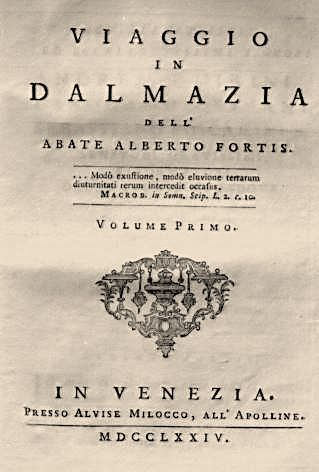
Обложка книги «Путешествие в Далмацию аббата Альберта Фортиса». 1774

Джованни Баттиста Фортис родился в Падуе. В 1741 году Джованни Антонио Фортис Ферачини и Франческа Мария Браньис, его вторая жена, крестили ребёнка именем Джованни Баттиста. Его религиозное имя, появившееся позднее, — «аббат Альберто Фортис» (Abate Alberto Fortis).
У отца, предположительно благородного происхождения, было двое сыновей от первого брака. Один стал монахом-кармелитом, писал стихи и эссе на литературные темы (он умер в молодом возрасте). Другой занимал государственные должности в Бергамо. Преждевременная смерть их отца создала экономические трудности для семьи. С 1754 по 1757 год Альберто посещал бесплатные курсы риторики. В 1757 году его мать, всесторонне образованная женщина, вышла замуж за графа Федерико Каподилиста. Она основала известный литературный салон, который посещали многие профессора Падуанского университета. Таким образом, Альберто Фортис рос в самом сердце венецианской гуманитарной культуры XVIII века, но лишь изредка мог заниматься естествознанием и поэзией, поскольку с 1757 года был членом монашеского ордена отшельников Святого Августина (Ordine degli eremitani di S. Agostino).
Фортис провел начало 1760-х годов в августинских монастырях Падуи, Вероны, Болоньи, Виченцы, где изучал богословие; однако нет никаких документов, подтверждающих его священническое рукоположение. Под влиянием французских энциклопедистов, работ Ньютона и Лейбница он изучал физику, геологию, «историю народов» и «историю Земли». В 1768 году он опубликовал настоящую космологию в виде мифологической поэмы «О катаклизмах, пережитых нашей планетой» (Dei cataclismi sofferti dal nostro pianeta).
Переосмысливая идеи авторов классической древности, уже использованные Р. Гуком и «ньютоновскими астрономами, Фортис выдвинул гипотезу о существовании медленного изменения наклона земной оси, которое циклически переводит каждую точку земной поверхности в разные широты и разные климатические условия. А поскольку центробежная сила стремится расположить океаны вдоль экваториального пояса планеты, происходит непрерывное перемещение морей».
В 1767 году Альберто Фортис поселился в Венеции и посвятил себя литературной работе и пропаганде просветительских идей. Он сотрудничал с Энциклопедическим журналом, Новым энциклопедическим журналом Италии (Nuovo Giornale enciclopedico d’Italia), Римской антологией (all’Antologia romana). В 1770 году он с энтузиазмом приветствовал возможность, предложенную ему Джоном Стюартом, графом Бьютом, совершить экспедицию в Венецианскую Далмацию с Дж. Симондсом и Д. Чирилло. Это была первая из серии поездок, финансируемых авторитетными английскими меценатами и Венецианским сенатом, которые привели к открытию итальянцами славянского мира.
В 1770—1773 годах состоялись три миссии в Далмацию, которые преследовали самые разные политические, экономические и научные цели. В 1774 году Фортис опубликовал в Венеции «Путешествие в Далмацию» (Viaggio in Dalmazia), работу, которая, переведённая на основные европейские языки, дала решающий импульс открытию периферийных культур Балканской Европы.
Всеобщий интерес вызвало описание культуры «Морлахии» (Morlacchi) — термин, который Фортис использовал для обозначения сельской местности Далмации, чтобы отличить её от итальянизированной культуры прибрежных городов. И. Г. Гердер и И. В. Гёте перевели собранные Фортисом поэтические тексты Морлахии на немецкий, затем появились переводы на английский и французский языки, что вызвало к ним всеевропейский интерес, который стал частью романтического движения за открытие новых национальных культур.
В своей книге Фортис представил литературное открытие «Хасанагиницы» (Hasanaginica): баллады, или «песен Морлаха», написанных на валахском языке, близком румынскому (высказывалось мнение, что Фортис сам написал балладу на языке южных славян). Фортис доказывал, что морлахи сохранили свои старые обычаи, традиционную одежду, песни, танцы и музыкальные инструменты (гусли). Они были славянами, но многие исламизированы под турецкой оккупацией.
В 1775 году Фортис предпринял путешествие в Неаполь для изучения вулканической активности Везувия. Он выдвинул собственную гипотезу по спорному вопросу о происхождении базальта, заявив о вулканическом, но не эруптивном происхождении столбчатых базальтов. Вернувшись на родину, Фортис стал преподавать на кафедре естествознания Падуанского университета. Среди его этнографически-географических инициатив было сочинение «Путешествие натуралиста по Италии» (Voyage du naturaliste en Italie), которому он посвятил много сил, но не смог опубликовать, сохранились только фрагменты рукописи.
Альберто Фортис продолжал путешествовать по Италии и Балканам, участвовал в научных дискуссиях по многим отраслям знания, свои научные статьи и путевые заметки публиковал в Актах Падуанской академии (Atti dell’Accademia di Padova), членом которой он стал в 1780 году.
В 1795 году Фортис был избран членом Лондонского королевского общества. Его научный авторитет принёс ему уважение Наполеона Бонапарта, который назначил его префектом библиотеки и секретарем недавно созданного Итальянского национального института (Istituto nazionale italiano), располагавшегося в Болонье, куда он отправился в октябре 1801 года, хотя состояние его здоровья и так было тяжёлым. Здесь он жил в уединении, занимаясь почти исключительно своими официальными обязанностями. В последний год жизни он позаботился о книжном наследии и сохранности университетской библиотеки.
Альберто Фортис скончался в Болонье 21 октября 1803 года.